# 岡山県道216号沖元円山線
岡山県道216号沖元円山線（おかやまけんどう216ごう おきもとまるやません）は、岡山県岡山市中区を通る一般県道である。

## 概要

### 路線データ
- 起点：岡山県岡山市中区沖元（清内橋西交差点、岡山県道215号江崎金岡線交点）
- 終点：岡山県岡山市中区円山（嶽交差点、岡山県道28号岡山牛窓線交点）
- 総延長：約3.1 km

## 地理

### 通過する自治体
- 岡山市（中区）

### 交差する道路
| 交差する道路                            | 交差する場所 | 交差する場所            |
| --------------------------------------- | ------------ | ----------------------- |
| 岡山県道215号江崎金岡線                 | 沖元         | 清内橋西交差点 / 起点   |
| 国道2号 / 岡山バイパス                  | 沖元         | [ 注釈 1 ]              |
| 岡山県道28号岡山牛窓線 / バイパス未供用 | 山崎         |                         |
| 岡山県道28号岡山牛窓線                  | 円山         | 嶽（だけ）交差点 / 終点 |

### 沿線
- 沖田神社
- 百間川